# 清水由香
清水 由香（しみず ゆか、1980年8月12日 - ）は、千葉県出身の元女子サッカー選手、陸上競技選手。
陸上競技選手として中学、高校、実業団で活躍した後にサッカーへ転向した異色の経歴を持つ。陸上競技では1999年から2002年まで三井住友海上火災保険女子陸上競技部、サッカーでは2003年から2012年まで日本女子サッカーリーグ（なでしこリーグ）のジェフユナイテッド市原・千葉レディースに所属。千葉では2007年から引退までキャプテンを務めた。サッカーにおける登録ポジションはFW。

## 来歴
小さいころからサッカーは好きだったが、陸上で頭角を現し、中学時代では全国大会の800メートルで優勝した。高校は県内でも強豪の市立船橋高校に進学。全国高校総体では800メートルで2位、国体では3000メートルで2位と全国屈指の陸上選手として実績を積んだ。
高校卒業後は陸上界屈指の名門・三井海上火災保険（当時）へ入社した。同期入社に土佐礼子、先輩には渋井陽子などがいる。実業団時代は2000年-2001年の全日本実業団駅伝でそれぞれ2区を走り、優勝メンバーとなった。
マラソン転向も噂された2002年1月に突如陸上部を退部。その後、母校のサッカー部監督布啓一郎のつてもあり、L・リーグのジェフユナイテッド市原レディース（当時）へ入団した。転向のきっかけは、2002年元日に行われた全日本女子サッカー選手権大会決勝戦をテレビで視聴し、選手の姿に感銘を受けたことであった。
転向当初は「小、中学生にもバカにされるレベル」だったが、陸上で鍛えた脚力を武器に2006年頃からFWとして頭角を現すと、2008年にはチームのリーグ1部昇格に大きく貢献し、2部の最優秀選手賞（MVP）を受賞した。また同年2月には、将来の代表候補を選抜したなでしこチャレンジプロジェクトのトレーニングキャンプメンバーにも選ばれている。
2011年に東日本大震災復興支援のチャリティーマッチとして行われた「なでしこジャパンvsなでしこリーグ選抜」では、本来のポジションと異なるDF登録ながらチームから唯一リーグ選抜メンバーに選ばれた。しかし、この試合の翌日の練習で前十字靱帯を損傷し、この年の以降の試合には出場することができなかった。
翌2012年には、この年から皇后杯が下賜された全日本女子サッカー選手権大会の決勝に初進出。リーグ優勝クラブであり、前年まで大会連覇中のINAC神戸レオネッサを相手に1-0のスコアで敗れたものの、後半アディショナルタイムまで互角の戦いを見せた。試合後に監督の上村崇士が清水と河村真理子、河村乃里子の引退を発表。清水は「決勝で終われて本当に幸せ」と語った。

## 個人成績
| 国内大会個人成績 | 国内大会個人成績                        | 国内大会個人成績 | 国内大会個人成績 | 国内大会個人成績 | 国内大会個人成績 | 国内大会個人成績 | 国内大会個人成績 | 国内大会個人成績 | 国内大会個人成績 | 国内大会個人成績 | 国内大会個人成績 |
| 年度             | クラブ                                  | 背番号           | リーグ           | リーグ戦         | リーグ戦         | リーグ杯         | リーグ杯         | オープン杯       | オープン杯       | 期間通算         | 期間通算         |
| 年度             | クラブ                                  | 背番号           | リーグ           | 出場             | 得点             | 出場             | 得点             | 出場             | 得点             | 出場             | 得点             |
| 日本             | 日本                                    | 日本             | 日本             | リーグ戦         | リーグ戦         | リーグ杯         | リーグ杯         | 皇后杯           | 皇后杯           | 期間通算         | 期間通算         |
| ---------------- | --------------------------------------- | ---------------- | ---------------- | ---------------- | ---------------- | ---------------- | ---------------- | ---------------- | ---------------- | ---------------- | ---------------- |
| 2003             | ジェフユナイテッド 市原レディース       |                  | L・リーグ        | 18               | 1                | -                | -                | 1                | 1                | 19               | 2                |
| 2004             | ジェフユナイテッド 市原レディース       | 23               | L・リーグ2部(L2) | 15               | 8                | -                | -                | 1                | 0                | 16               | 8                |
| 2005             | ジェフユナイテッド 市原・千葉レディース | 23               | L・リーグ2部(L2) | 18               | 9                | -                | -                | 2                | 0                | 20               | 9                |
| 2006             | ジェフユナイテッド 市原・千葉レディース | 23               | なでしこ Div.2   | 21               | 16               | -                | -                | 2                | 4                | 23               | 20               |
| 2007             | ジェフユナイテッド 市原・千葉レディース | 23               | なでしこ Div.2   | 21               | 14               | 3                | 3                | 2                | 2                | 26               | 19               |
| 2008             | ジェフユナイテッド 市原・千葉レディース | 10               | なでしこ Div.2   | 16               | 12               | -                | -                | 2                | 1                | 18               | 13               |
| 2009             | ジェフユナイテッド 市原・千葉レディース | 23               | なでしこ Div.1   | 19               | 4                | -                | -                | 2                | 1                | 21               | 5                |
| 2010             | ジェフユナイテッド 市原・千葉レディース | 23               | なでしこ         | 18               | 2                | 3                | 1                | 2                | 0                | 23               | 3                |
| 2011             | ジェフユナイテッド 市原・千葉レディース | 23               | なでしこ         | 8                | 0                | -                | -                | 0                | 0                | 8                | 0                |
| 2012             | ジェフユナイテッド 市原・千葉レディース | 23               | なでしこ         | 16               | 1                | 3                | 0                | 4                | 0                | 23               | 1                |
| 通算             | 日本                                    | 日本             | 1部              | 79               | 8                | 6                | 1                | 9                | 2                | 94               | 11               |
| 通算             | 日本                                    | 日本             | 2部              | 91               | 59               | 3                | 3                | 9                | 7                | 103              | 69               |
| 総通算           | 総通算                                  | 総通算           | 総通算           | 170              | 67               | 9                | 4                | 18               | 9                | 197              | 80               |